# Félix Cuadrado Lomas
Félix Cuadrado Lomas (Valladolid, España, 4 de diciembre de 1930-Valladolid, 17 de noviembre de 2021) fue un pintor español especializado en paisajes castellanos. En 2017 rechazó el Premio Castilla y León de las Artes. Formó parte del grupo artístico denominado Grupo Simancas.

## Biografía
Nació y se crio en el barrio de San Andrés de Valladolid. Pasó largas estancias en el pueblo materno, Calzada de los Molinos, en la provincia de Palencia, donde se familiarizó desde niño con el paisaje rural castellano y donde se retiró de joven, durante un año, en 1950, a pasar la recuperación de una tuberculosis. 
Estudió en Valladolid, en el colegio de los jesuitas, después en el Instituto Zorrilla y finalmente en la Escuela de Artes y Oficios.
Pronto empieza a participar en exposiciones y concursos y a viajar por España, Portugal y Francia. En 1966 obtuvo el Premio de Pintura de la Caja de Ahorros Provincial de Valladolid, con el cuadro Mulas y tierras. A partir de entonces, no participó en ningún concurso más y todos los premios que recibió fueron honoríficos, sin que él se presentara ni compitiera voluntariamente.
Ha colaborado con numerosos escritores y poetas, como Francisco Pino, Jorge Guillén, Claudio Rodríguez o Miguel Casado.
Cuadrado Lomas forma el llamado Grupo Simancas (1967-2007) junto a otros artistas vallisoletanos, naturales o de adopción, como Gabino Gaona, Domingo Criado, Jorge Vidal (de origen chileno) o Fernando Santiago ("Jacobo"). Otros pintores, escultores, ceramistas y escritores estuvieron también en la órbita del grupo, o tuvieron relación e influencias recíprocas con miembros del mismo, como es el caso de Alejandro Conde López, también vallisoletano, estilísticamente afín y de la misma generación que Cuadrado Lomas o Gaona, con quienes tuvo relación pero que emigra primero a París y se establece después en Madrid. En el folleto de la retrospectiva dedicada al Grupo Simancas en el Patio Herreriano en 2011 puede leerse:

Distintos por su bagaje formativo, por sus inquietudes e, incluso, por su propia dedicación a la pintura, esta exposición muestra la obra de los seis pintores que constituyen el núcleo del grupo. Félix Cuadrado Lomas (1930), carismático y buen conocedor de la tradición pictórica universal y local, se convirtió, le guste o no, en el “maestro” que propició la formación del núcleo original del grupo. Su arte, de raíz cubista, representa la tierra y la tradición. Jorge Vidal (1943-2006), en cambio, representa la aportación exterior. Este artista chileno llegado a Valladolid en 1967 y asentado definitivamente en nuestra ciudad en 1976 realizó una obra colorista inserta en los debates más actuales sobre la creación pictórica. Domingo Criado (1935-2007), comunicador por naturaleza y por profesión, alumbró un arte expresionista cuajado de emoción que se manifestó en distintos medios, siendo capaz de integrar en una poética personal lo mejor de su entorno. Gabino Gaona (1933-2007), protagonista de primera hora del grupo junto a Félix Cuadrado Lomas, realizó un arte vitalista que supo evolucionar desde un expresionismo historicista hasta un expresionismo genuinamente contemporáneo. Jacobo (1932), seudónimo y marca comercial por el que se conoce al pintor y galerista Fernando Santiago, realizó una obra de fuerte sentido plástico siempre truncada por sus sucesivas aventuras empresariales. Finalmente, el acuarelista y grabador Francisco Sabadell (1922-1971), mayor por edad y por trayectoria y prematuramente desaparecido, allanó el camino a las actividades del grupo por su estrecha relación con el mundo de la poesía y por su interés por el paisaje.

En 1975 instaló su estudio en Simancas.
Falleció el 17 de noviembre de 2021.

## Rechazo del Premio Castilla y León de las Artes
En 2018, la consejería de Cultura de Castilla y León le concedió el Premio Castilla y León de las Artes de 2017. El pintor renunció al premio por considerar que le llegaba tarde y por carecer de dotación económica.

Pregunté si antes daban remuneración y me dijeron que sí, pero que desde hace cinco años no. Entonces pregunté causa y razón y me dijeron que por la crisis. Pero se están dando subvenciones a cualquiera para nada. ¿Dónde queda aquí la cultura? Si no tienen dinero que quiten el premio, que lo suspendan por falta de economía y quedan como Dios, pero que no organicen un premio sin remuneración, y más si antes sí la tenía [...]. Que suspendan el premio, pero que no hagan el ridículo, porque entonces me siento discriminado. [...] ¿Cómo voy a admitir yo, a mis 88 años, que me dan el premio tardíamente ya, este agravio comparativo? A mí no me interesa. No me interesan los premios. Yo no soy hombre de premios, ni de concursos. [...] Para qué quiero yo un premio que no me sirve para nada. [...] Lo que no puedo hacer con los años que tengo es el tonto.

## Homenajes
En La Cistérniga un colegio lleva el nombre de «Félix Cuadrado Lomas».

## Documental
En 2015 se rodó el documental Tierras construidas sobre su figura, dirigido por Arturo Dueñas. El documental se exhibió en la última exposición del pintor en vida, organizada por la Diputación de Valladolid y celebrada en el Palacio de Pimentel de Valladolid entre el 14 de enero y el 28 de marzo de 2021.